# Урвар Бергмарк
У́рвар Бе́ргмарк (швед. Orvar Bergmark, нар. 16 листопада 1930, Бюрео — пом. 10 травня 2004, Еребру) — шведський футболіст, що грав на позиції захисника. По завершенні ігрової кар'єри — тренер. Найкращий шведський футболіст 1958 року.

## Клубна кар'єра
Народився 16 листопада 1930 року в містечку Бюрео. Вихованець юнацьких команд футбольних клубів «Біске» та «Еребру».
У дорослому футболі дебютував 1948 року виступами за команду клубу «Еребру», в якій провів шість сезонів, взявши участь у 97 матчах чемпіонату.
Протягом 1955—1956 років захищав кольори команди клубу АІК.
Своєю грою за останню команду знову привернув увагу представників тренерського штабу клубу «Еребру», до складу якого повернувся 1956 року. Цього разу відіграв за команду з Еребру наступні шість сезонів своєї ігрової кар'єри.
Протягом 1962—1963 років грав в Італії за «Рому», у складі якої, втім, лише двічі виходив на поле в іграх чемпіонату.
Завершив професійну ігрову кар'єру у клубі «Еребру», у складі якого вже виступав раніше. Прийшов до команди 1963 року, захищав її кольори до припинення виступів на професійному рівні у 1965.

## Виступи за збірну
1951 року дебютував в офіційних матчах у складі національної збірної Швеції. Протягом кар'єри у національній команді, яка тривала 15 років, провів у формі головної команди країни 94 матчі.
У складі збірної був учасником домашнього для шведів чемпіонату світу 1958 року, на якому разом з командою здобув «срібло».

## Кар'єра тренера
Розпочав тренерську кар'єру, ще продовжуючи грати на полі, 1958 року, очоливши тренерський штаб клубу «Еребру», в якому протягом трьох років був граючим тренером.
Невдовзі після завершення виступів на футбольному полі отримав пропозицію очолити тренерський штаб національної збірної Швеції. Працював з національною командою з 1966, був її очільником під час відбіркового турніру до чемпіонату світу 1970 року, та протягом фінальної частини цього турніру, що проходила у Мексиці. На мексиканських полях очолювані Бергмарком шведи розпочали виступи досить невдало, спочатку мінімально поступившись збірній Італії, а згодом лише унічию звівши гру проти новачків світових футбольних форумів, збірної Ізраїлю. Тож вирішальним для подальшої турнірної долі скандинавів був останній матч групового етапу проти збірної Уругваю. Шведи перемогли, проте не змогли забити у ворота південноамеринців більше одного м'яча, тож за рівності очок саме уругвайці мали кращу різницю забитих і пропущених голів, що дозволило їм зайняти друге місце у групі та продовжити виступи на мундіалі. Очолювана ж Бергмарком команда припинила боротьбу і повернулася додому вже після групового етапу, а сам тренер залишив національну команду.
В подальшому знову працював в «Еребру», команду якого Урвар Бергмарк очолював як головний тренер протягом 1971—1973 років та згодом, у 1978.
Помер 10 травня 2004 року на 74-му році життя у місті Еребру.

## Титули і досягнення
- Віце-чемпіон світу: 1958
- Найкращий шведський футболіст року (1):

1958